# Kjerstin Wøyen Funderud

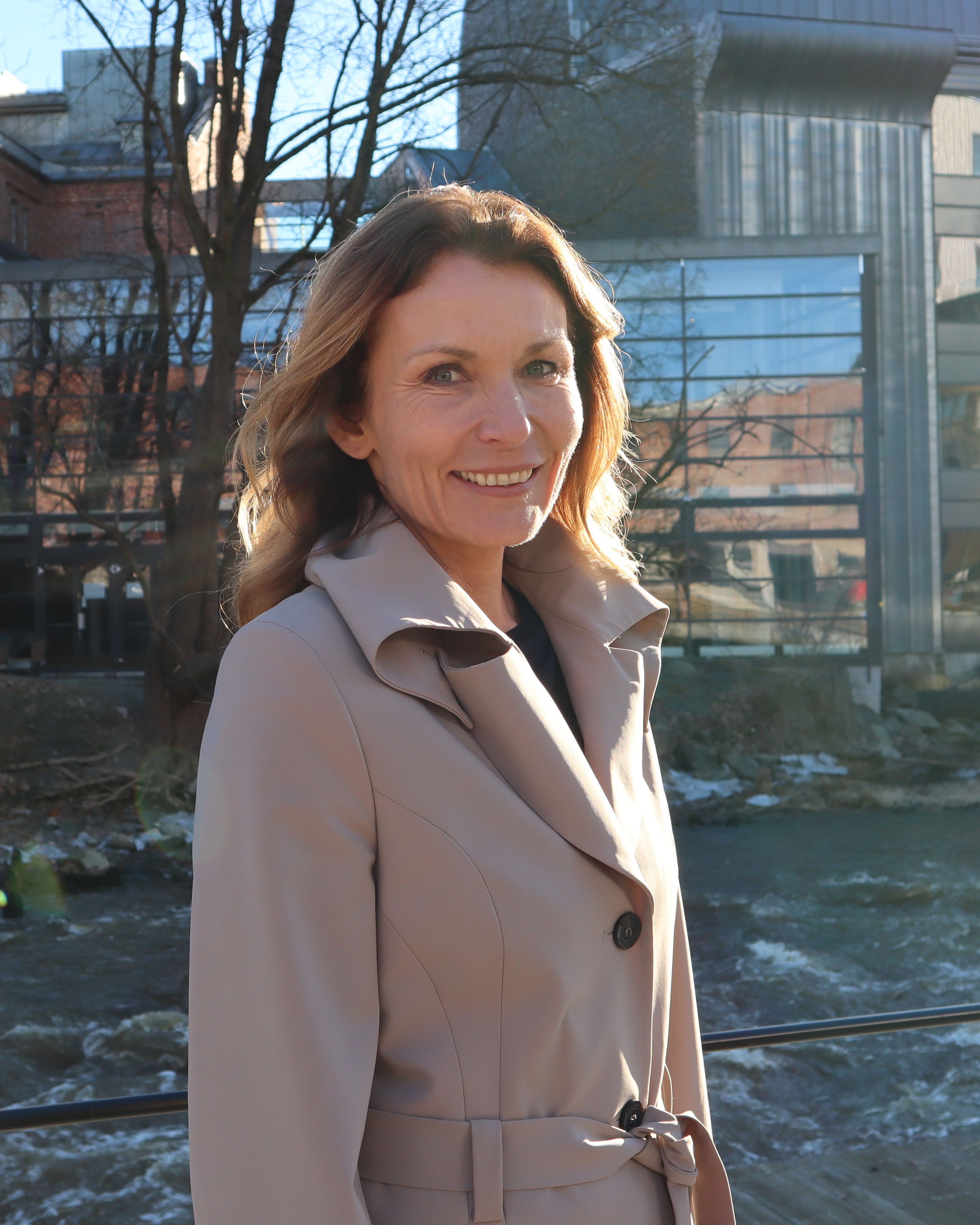
Kjerstin Wøyen Funderud, 2021

Kjerstin Wøyen Funderud (* 13. November 1970) ist eine norwegische Politikerin der Senterpartiet (Sp). Seit 2021 ist sie Abgeordnete im Storting.

## Leben
Funderud ist Wirtschaftsprüferin und arbeitete in verschiedenen Positionen bei Steuerbehörden. Sie fungierte von 2007 bis 2011 als Bürgermeisterin der Kommune Våler.
Bei der Parlamentswahl 2021 zog Funderud erstmals in das norwegische Nationalparlament Storting ein. Dort vertritt sie den Wahlkreis Østfold und wurde zunächst Mitglied im Finanzausschuss. Im Februar 2025 wechselte sie während der laufenden Legislaturperiode in den Bildungs- und Forschungsausschuss.